# Можливості

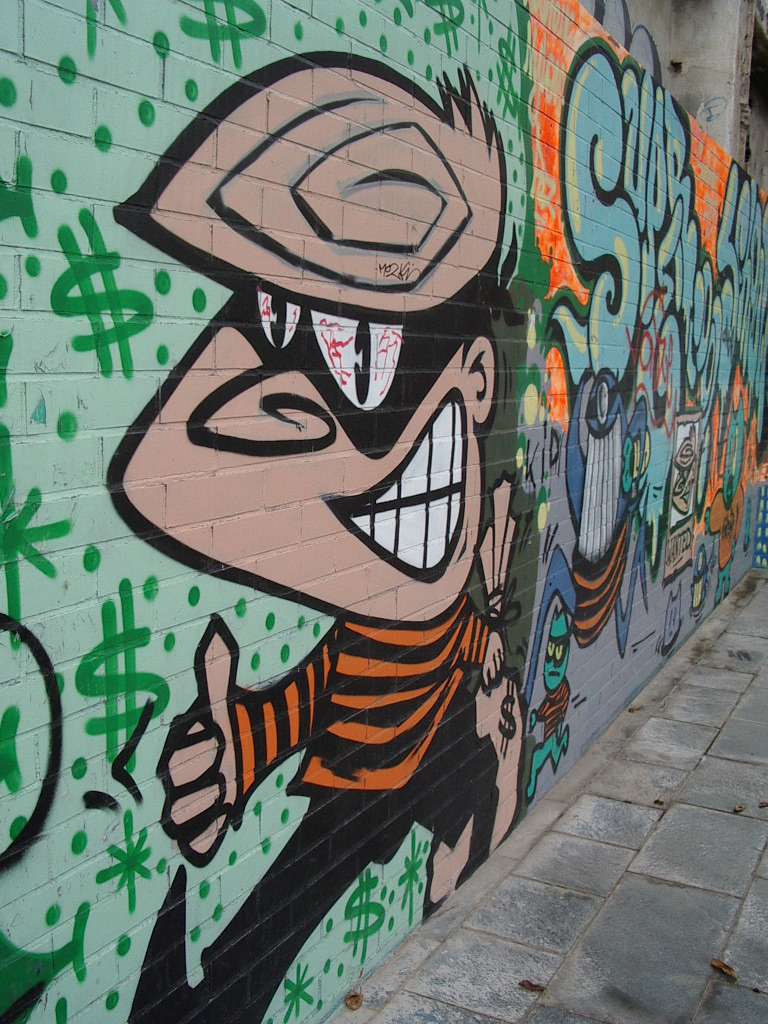
Стіна пропонує можливість для вираження художніх якостей користувача.

Афорданси — можливості взаємодії з об'єктами довкілля, пов'язані з їхніми характеристиками та перцептивними здібностями людини, її досвідом і загальними навичками дій. Термін використовується в різних наукових дисциплінах: когнітивній психології, психології сприйняття, екологічній психології, промисловому дизайні, теорії взаємодії людини з комп'ютером, інтерактивному дизайні, дослідженнях штучного інтелекту.
Існує два різних визначення цього поняття. Перше визначення розглядає як афорданси всі можливості дії (взаємодії з навколишнім середовищем), друге — обмежує визначення можливостями, про які людина усвідомлює.

## Афорданси як можливість діяти
Термін був введений у психологію Джеймсом Гібсоном у 1977 році у статті «Теорія можливостей» (The Theory of Affordances). Гібсон представив деталі теорії у своїй книзі 1979 року «Екологічний підхід до візуального сприйняття». Він визначив афорданси як усі можливості для дії, наявні в навколишньому середовищі, об'єктивно вимірювані та незалежні від індивідуальних здібностей людей їх розпізнавати, але завжди пов'язані з ними а, отже, залежні від їхніх здібностей. Прикладом цього можуть бути сходи, які дають можливість піднятися на гору, однак такої можливості не існує, якщо суб'єкт пізнання є людиною з інвалідністю або немовлям.

## Афорданси як реалізовані можливості для дій
У 1988 році Дональд Норман контекстуалізував термін «можливості» на основі теорії взаємодії людини та комп'ютера. Нова перспектива визначила їх як можливості для дії (взаємодії), які сприймаються людиною. Норман описав свою концепцію у книзі «Дизайн повсякденних речей», завдяки якій вона також стала популярною в інтерактивному дизайні. Почали вважати, що можливості залежать не лише від фізичних можливостей людини, а й від її планів, мрій, переконань, цінностей, цілей, попереднього досвіду тощо. Якщо людина заходить до кімнати з м'ячем і стільцем, то, згідно з початковим визначенням, однією з можливостей є кинути стілець і сісти на м'яч (тому, що дія фізично можлива). Переглянуте визначення Нормана враховує той факт, що людина з більшою ймовірністю схильна відпочивати на стільці та грати з м'ячем, зважаючи на свій попередній досвід.